# Vladimir Maksimov
Vladimir Vasil'evič Maksimov (San Pietroburgo, 15 luglio 1880 – Leningrado, 22 marzo 1937) è stato un attore russo.

## Filmografia parziale

### Attore
- V polnoč' na kladbišče (1910)
- Ključi sčast'ja (1913)
- Radi sčast'ja (1916)
- Bluždajuščie ogni (1917)
- Kak oni lgut (1917)
- Na altar' krasoty (1917)
- Pozabud' pro kamni - v njom pogasli ogni (1917)
- U kamina (1917)
- La donna che inventò l'amore (1918)
- Molchi, grust... molchi (1918)
- I decabristi (1926)

## Premi
- Artista onorato della RSFSR